# Witold Pruszkowski
 (janvier 2014).
Si vous disposez d'ouvrages ou d'articles de référence ou si vous connaissez des sites web de qualité traitant du thème abordé ici, merci de compléter l'article en donnant les références utiles à sa vérifiabilité et en les liant à la section « Notes et références ».
Witold Pruszkowski (né le 14 janvier 1846 à Berchad, Empire russe, mort le 10 octobre 1896 à Budapest) est un peintre et dessinateur polonais.

## Biographie
Witold Pruszkowski naît en 1846 à Berchad près d'Odessa, Empire russe, dans l'actuel oblast de Vinnytsia. Il passe sa jeunesse à Odessa et à Kiev. Il s'installe ensuite à Paris où il est l'élève du peintre Tadeusz Górecki. Il poursuit ensuite ses études à Munich puis à Cracovie sous la direction de Jan Matejko. À ses débuts, Pruszkowski est portraitiste, mais il s'intéresse vite aux sujets liés aux mythes, aux légendes et aux folklores. En 1882, il va s'installer dans un petit village isolé près de Cracovie où il se consacre à son travail ; il y peint certains de ses tableaux représentant le monde paysan.
Avec son ami peintre Leon Piccard, il instaure à l'Église de la Nativité et de Saint Barthélemy dans le quartier de Mogila de Cracovie, la décoration murale suivant les cartons de Władysław Łuszczkiewicz, ancien maître de Piccard.
Witold Pruszkowski meurt en 1896 à Budapest. Plusieurs de ses tableaux sont conservés au Musée national de Varsovie.

## Galerie

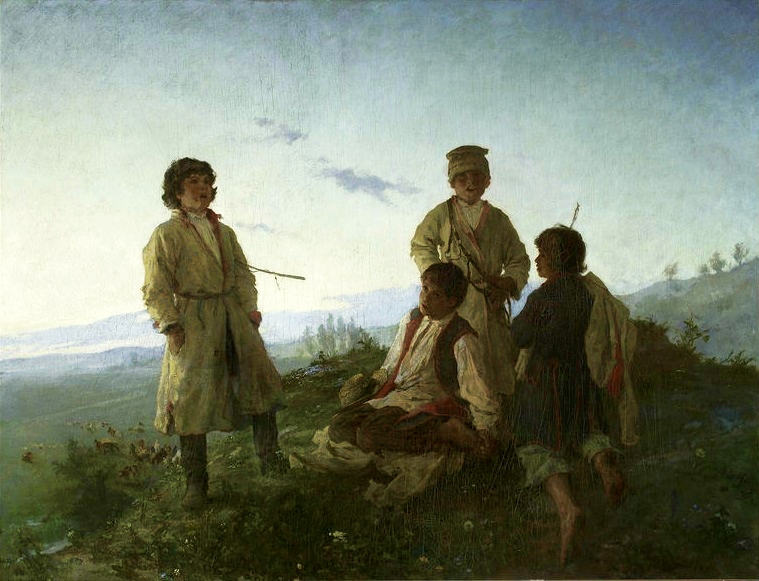
Quand les lueurs du jour se lèvent (1876), au Musée national de Varsovie.
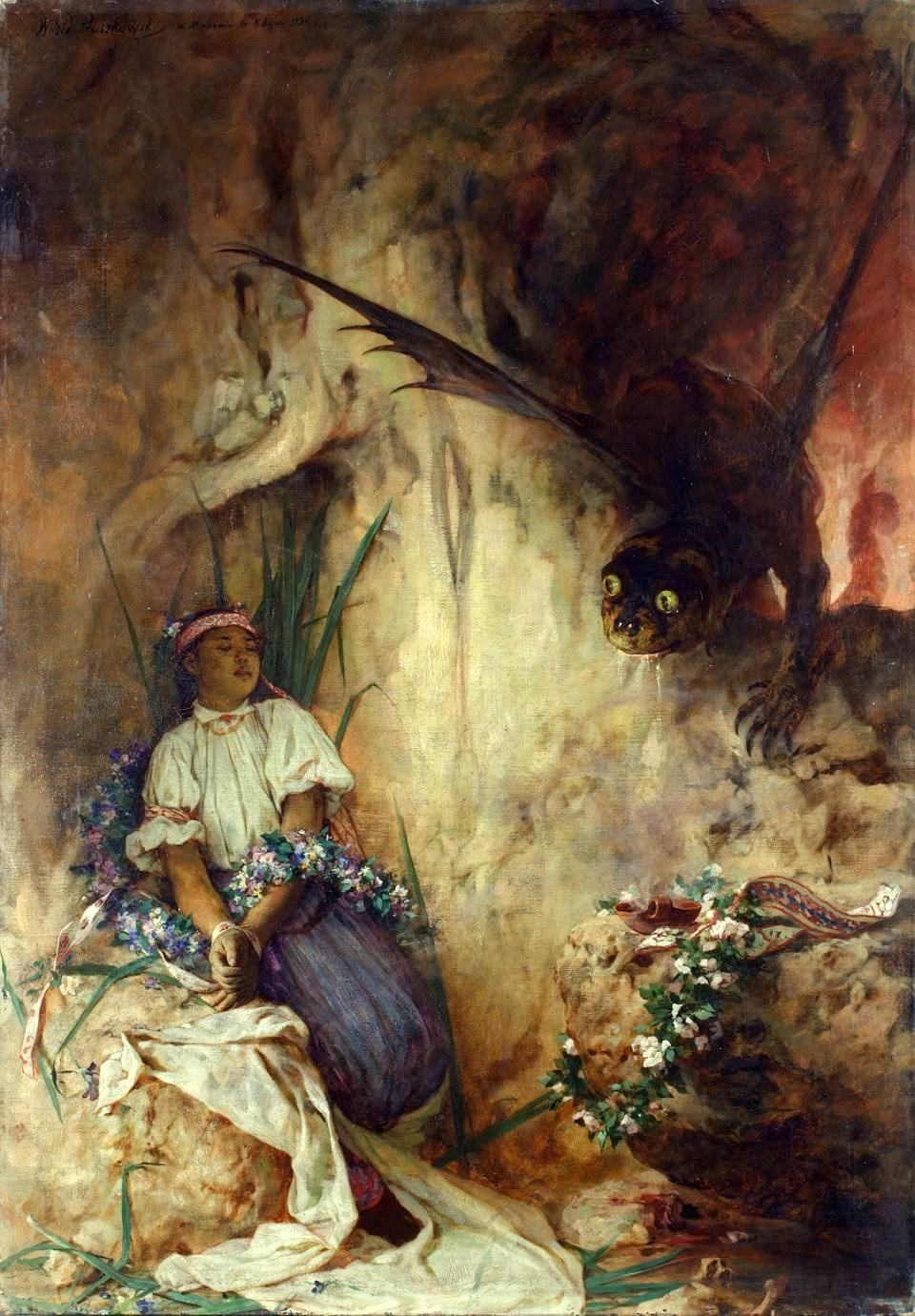
Le Dragon du Wawel (1884), au Musée national de Wrocław.
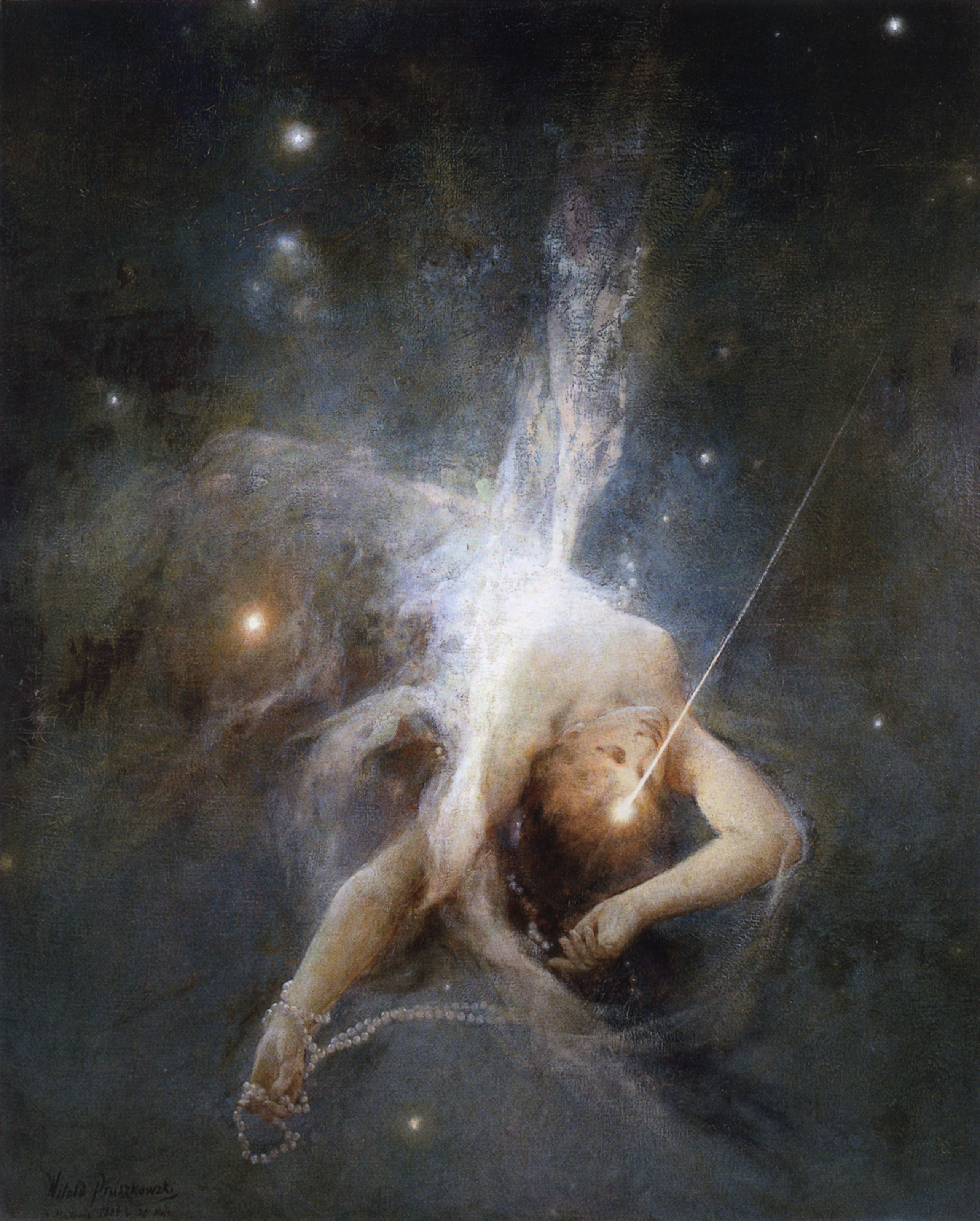
La Chute de l'étoile (1884), au Musée national de Varsovie.
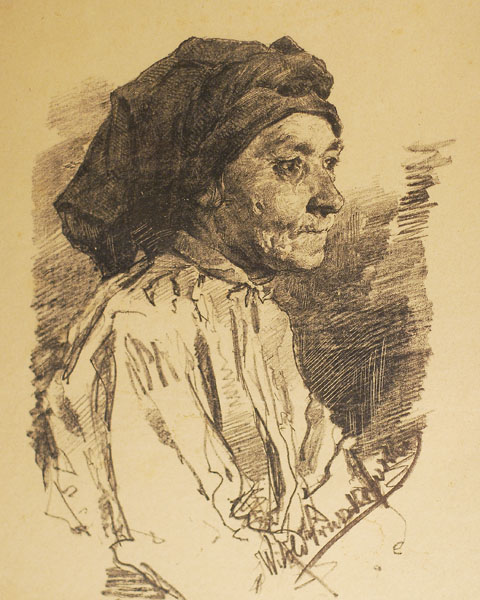
Głowa wieśniaczki spod Krakowa, lithographie.